# Vyšný Komárnik
Vyšný Komárnik (ungarisch Felsőkomárnok – bis 1907 Felsőkomarnik) ist eine Gemeinde im Nordosten der Slowakei mit 64 Einwohnern (Stand 31. Dezember 2024), die im Okres Svidník, einem Kreis des Prešovský kraj liegt und zur traditionellen Landschaft Šariš gezählt wird.

## Geographie

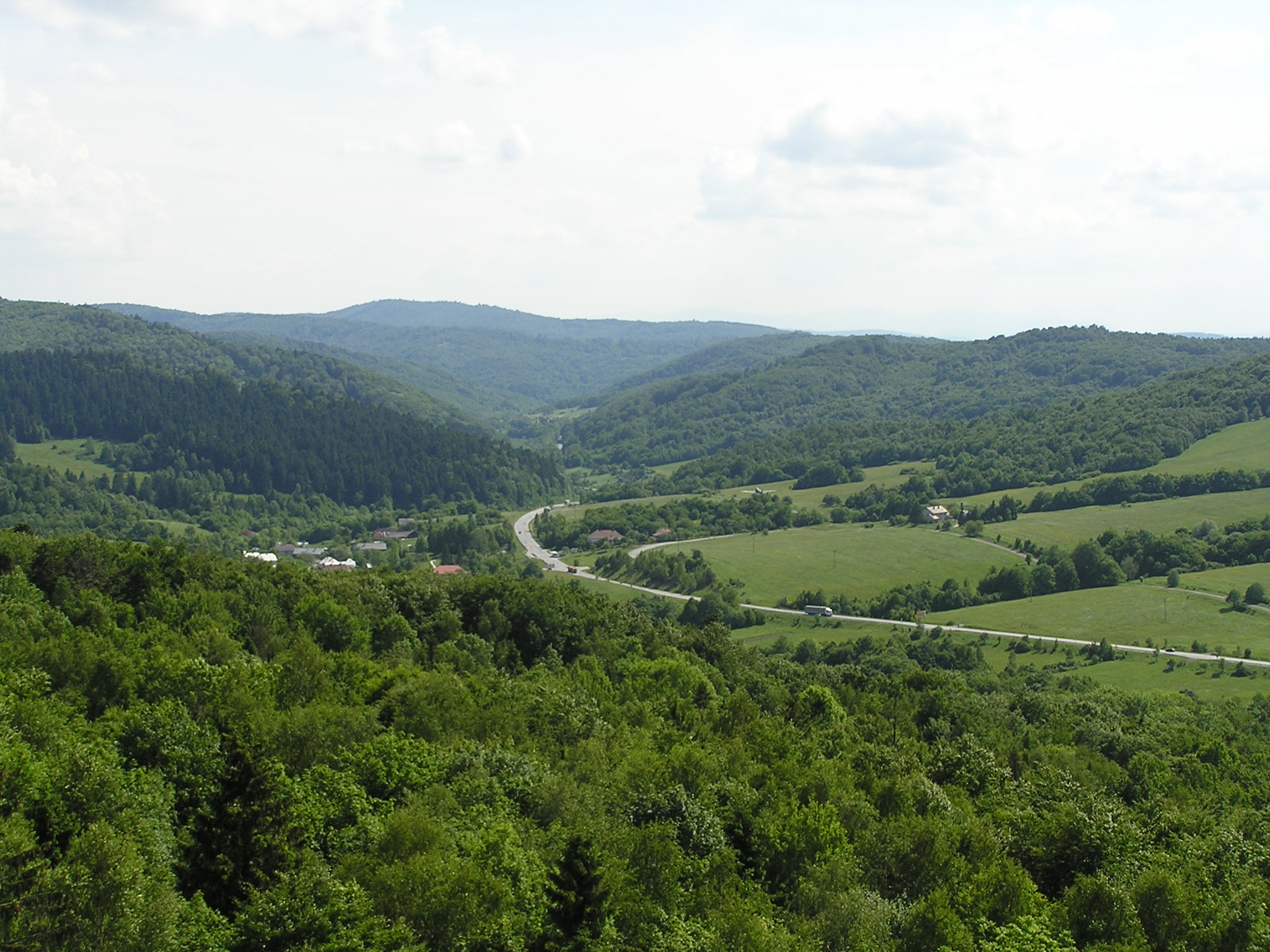
Vyšný Komárnik und umliegende Landschaft am Duklapass

Die Gemeinde befindet sich in den Niederen Beskiden in einem kleinen Kessel nahe der Quelle der Ladomirka (Einzugsgebiet Ondava). Über den Hauptkamm der Karpaten nördlich der Gemeinde führt der Duklapass. Das Ortszentrum liegt auf einer Höhe von 441 m n.m. und ist jeweils 19 Kilometer von Dukla (in Polen) und Svidník sowie 71 Kilometer von Prešov entfernt.
Nachbargemeinden sind Dukla (Ortschaften Barwinek und Zyndranowa, PL) im Norden und Osten, Nižný Komárnik im Süden und Krajná Bystrá im Westen.

## Geschichte

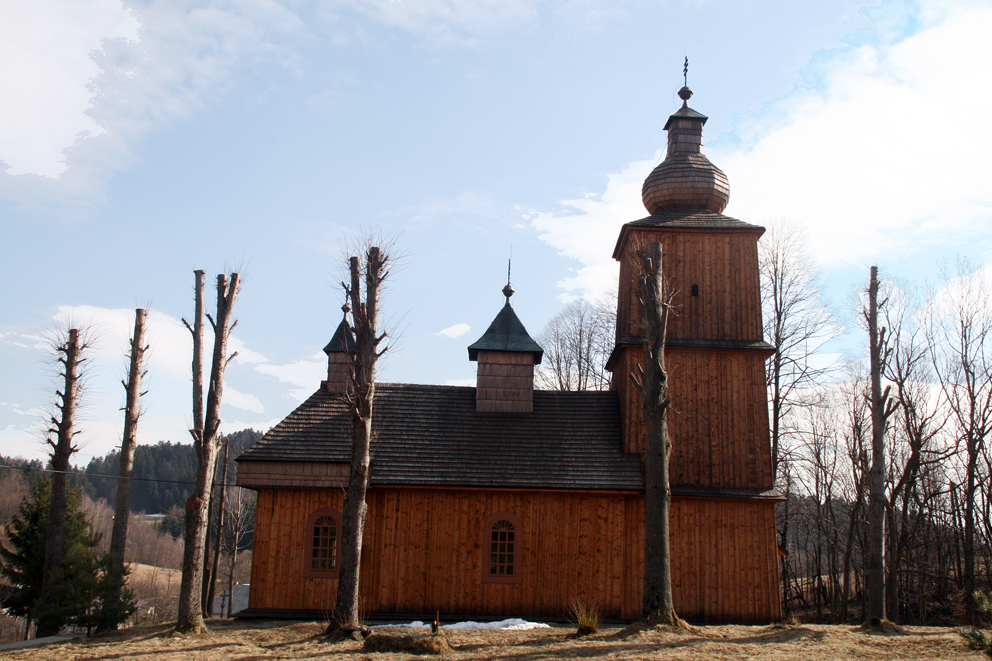
Kirche von Vyšný Komárnik

Vyšný Komárnik wurde zum ersten Mal 1600 als Fölsö Komornik schriftlich erwähnt und gehörte zum Herrschaftsgut der Burg Makovica. 1713–14 wurde das Dorf durch polnische Überfälle verwüstet. 1787 zählte man 25 Häuser und 164 Einwohner und 1828 34 Häuser und 262 Einwohner, die in der Landwirtschaft beschäftigt waren. Von 1865 bis zum Ersten Weltkrieg arbeitete hier eine Säge.
Bis 1918 gehörte der im Komitat Scharosch liegende Ort zum Königreich Ungarn und kam danach zur Tschechoslowakei beziehungsweise heute Slowakei. Sowohl im Ersten als auch insbesondere im Zweiten Weltkrieg wurde das Dorf schwer betroffen, da die Gegend um den Duklapass im Spätjahr 1944 Standort harter Kämpfe zwischen NS-deutschen Truppen und der vorrückenden Roten Armee im Rahmen der Karpaten-Dukliner Operation war. Am 6. Oktober 1944 wurde Vyšný Komárnik die erste befreite Gemeinde der wiederhergestellten Tschechoslowakei, zugleich war sie jedoch durch Kampfhandlungen vollkommen zerstört. Nach dem Krieg wurde sie wiederaufgebaut.
In der Gemeinde ist Divisionsgeneral Jaroslav Vedral beigesetzt, der bei der Befreiung im Duklapass am 6. Oktober 1944 getötet wurde.

## Bevölkerung
| Jahr                | 1994 | 2004    | 2014    | 2024    |
| ------------------- | ---- | ------- | ------- | ------- |
| Anzahl der Personen | 74   | 76      | 71      | 64      |
| Unterschied         |      | +2,70 % | −6,57 % | −9,85 % |

| Jahr                | 2023 | 2024    |
| ------------------- | ---- | ------- |
| Anzahl der Personen | 68   | 64      |
| Unterschied         |      | −5,88 % |

Gemäß der Volkszählung 2011 wohnten in Vyšný Komárnik 75 Einwohner, davon 47 Slowaken und 26 Russinen. Zwei Einwohner machten diesbezüglich keine Angabe. 61 Einwohner bekannten sich zur griechisch-katholischen Kirche, fünf Einwohner zur römisch-katholischen Kirche und drei Einwohner zur orthodoxen Kirche. Ein Einwohner war konfessionslos und bei zwei Einwohnern wurde die Konfession nicht ermittelt.

## Sehenswürdigkeiten

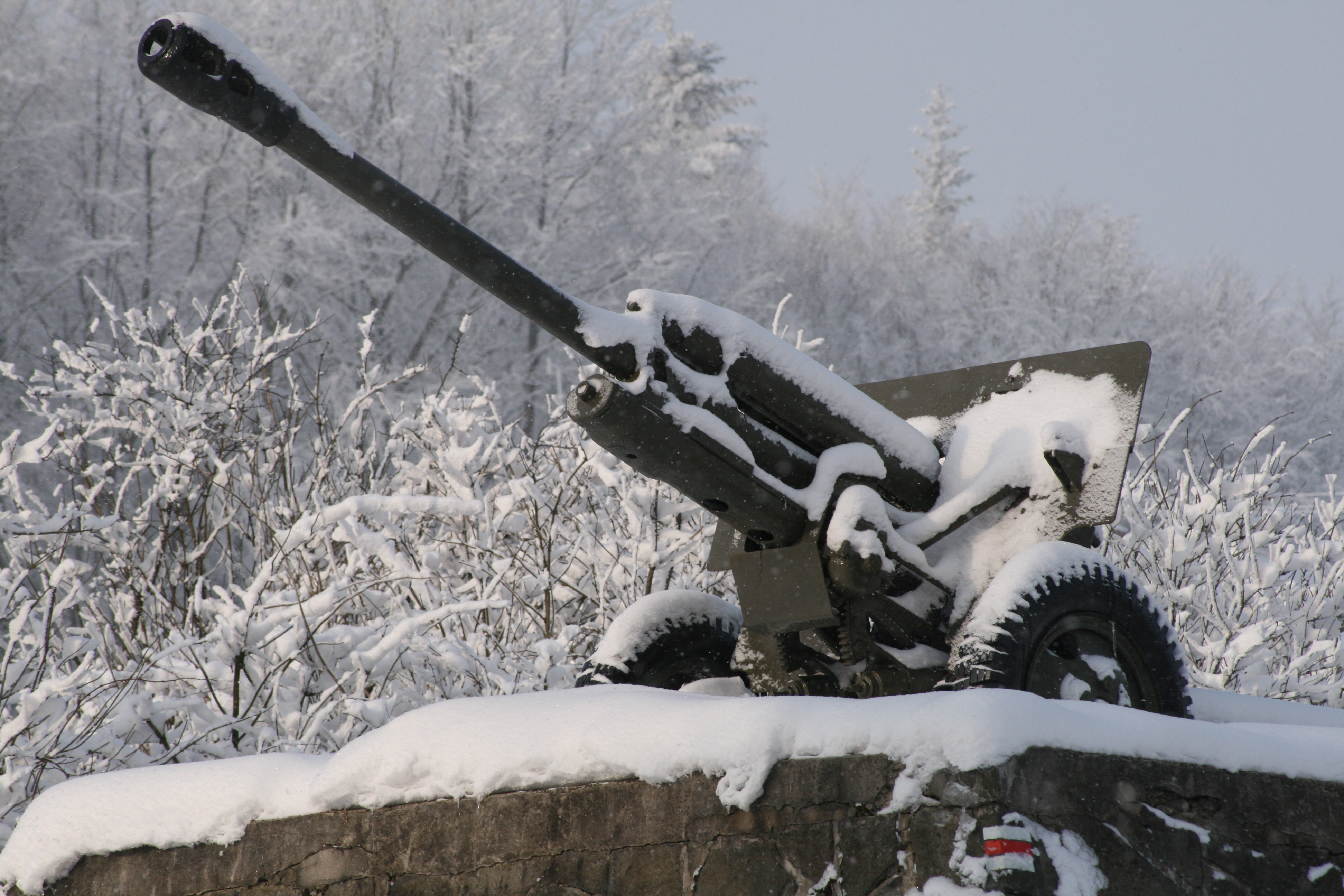
Eine sowjetische 76-mm-Divisionskanone als Teil des Militärmuseums im Freien

- griechisch-katholische Holzkirche aus dem Jahr 1924, die eine ältere, im Ersten Weltkrieg zerstörte Kirche ersetzte
- Denkmal an die Rote Armee und das 1. Tschechoslowakischen Armeekorps

## Verkehr
Am Duklapass bei Vyšný Komárnik liegt ein bedeutender Straßengrenzübergang nach Polen. Dort geht die slowakische Straße 1. Ordnung 73 in die polnische Nationalstraße 9 über, beide Teil der Europastraße 371.